# Route nationale 52 (Estonie)
Pour les articles homonymes, voir Route nationale 52.
La route nationale 52 (Tugimaantee 52) est une route nationale estonienne reliant Vana-Võidu à Rõngu. Elle mesure 61,1 km.

## Tracé
- Comté de Viljandi
  - Vana-Võidu
  - Viiratsi
  - Vardja
  - Mäeltküla
  - Lolu
  - Pirmastu
  - Holstre
  - Viisuküla
  - Pulleritsu
  - Raassilla (et)
  - Metsla (et)
  - Vilimeeste (et)
  - Koidu (et)
  - Ülensi (et)
  - Mustla
  - Porsa (et)
  - Tinnikuru (et)
  - Jakobimõisa (et)
  - Tarvastu
  - Soe (et)
  - Unametsa (et)
  - Järveküla (et)
  - Suislepa (et)
  - Maltsa (et)
  - Marjamäe (et)
- Comté de Valga
  - Kaubi (en)
  - Pikasilla
  - Purtsi (en)
  - Pühaste (et)
- Comté de Tartu
  - Koruste
  - Lossimäe
  - Rõngu